# Synapsis ovalis
Synapsis ovalis là một loài bọ cánh cứng trong họ Bọ hung (Scarabaeidae).